# 黑體光鰓魚
黑體光鰓魚（學名：Chromis dispilus），又稱黑體光鰓雀鯛，是輻鰭魚綱鱸形目雀鯛科光鰓魚屬的其中一種，分布於西南太平洋紐西蘭海域，深度0至60公尺，體長可達21公分，棲息在礁石區，成小群活動，以浮游生物為食，雄魚具有很強的領地意識，繁殖期在十二月和三月之間，繁殖期時成對出現，雄魚會守護卵直到孵化，生活習性不明。